# 1448
1448 (MCDXLVIII) a fost un an bisect al calendarului iulian, care a început într-o zi de luni.

## Evenimente
Transilvania
- 28 septembrie: Începe campania lui Iancu de Hunedoara în sudul Dunării, împotriva turcilor.
- 17-20 octombrie: A doua bătălie de la Kosovo Polje cu participarea unei coaliții ungaro-română, condusă de Iancu de Hunedoara și Imperiul Otoman condus de Murad II, încheiată cu victoria decisivă a otomanilor.

#### Moldova
- 5 aprilie: Se încheie a doua domnie a lui Roman al II-lea în Moldova.
- 5 aprilie: Începe a treia domnie a voievodului Petru al III-lea în Moldova, cu susținerea lui Iancu de Hunedoara (până în 10 octombrie 1448)
- 10 octombrie: Începe domnia lui Ciubăr Vodă (Csupor de Monoszló) în Moldova (până în decembrie 1448).
- decembrie: Începe prima domnie a lui Alexăndrel (Alexandru II) în Moldova (până în 12 octombrie 1449).
- Voievodul Petru al III-lea al Moldovei cedează cetatea Chiliei lui Iancu de Hunedoara, pentru sprijinul acordat în obținerea domniei.

#### Țara Românească
- Vlad Țepeș ocupă tronul Țării Românești timp de o lună, cât timp voievodul Vladislav al II-lea era plecat în campanie cu Iancu de Hunedoara în sudul Dunării.

- Domnul Moldovei Petru Aron (1451 - 1452; 1454 - 1457, cu intermitențe) acordă privilegiu comercial negustorilor brașoveni.

## Nașteri
- 2 iunie: Domenico Ghirlandaio  (d. 1494)
- dată necunoscută: Pietro Perugino pictor italian (d. 1523)
- 4 noiembrie: Alfonso al II-lea de Neapole  (d. 1495)
- 14 iulie: Filip I al Palatinatului  (d. 1508)

## Decese
- 31 octombrie: Ioan al VIII-lea Paleologul  (n. 1392)
- 6 ianuarie: Christopher de Bavaria rege al Danemarcei, Norvegiei și Suediei (n. 1416)
- 23 aprilie: Iliaș I  (n. 1409)
- 2 iulie: Roman al II-lea  (n. 1426)
- 16 octombrie: Emeric Bebek al II-lea  (n. ?)